# Horní Libochová
Horní Libochová là một làng thuộc huyện Žďár nad Sázavou, vùng Vysočina, Cộng hòa Séc.